# Johannes såg så klar en syn
Johannes såg så klar en syn är en allhelgonapsalm av Paul Gerhardt som översattes av Svante Alin. 
Enligt Koralbok för Nya psalmer, 1921 används samma melodi som till psalmen Jag höja vill till Gud min sång (1921 nr 513). Denna melodi är en tonsättning av Preben Nodermann, tryckt i hans koralbok 1911.

## Publicerad som
- Nr 524 i Nya psalmer 1921, tillägget till 1819 års psalmbok under rubriken "Kyrkans högtider: Allhelgonadagen".